# Scaevola micrantha
Scaevola micrantha är en tvåhjärtbladig växtart som beskrevs av Presl. Scaevola micrantha ingår i släktet Scaevola och familjen Goodeniaceae. Inga underarter finns listade i Catalogue of Life.